# Mörkringad flugsvamp
Mörkringad flugsvamp (Amanita porphyria) är en svampart som beskrevs av Alb. & Schwein. 1805. Mörkringad flugsvamp ingår i släktet flugsvampar och familjen Amanitaceae.  Arten är reproducerande i Sverige. Inga underarter finns listade i Catalogue of Life. Den mörkringade flugsvampen är giftig och bör därför inte användas som matsvamp.

## Källor

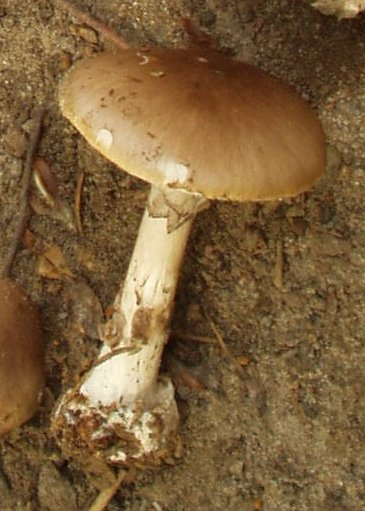
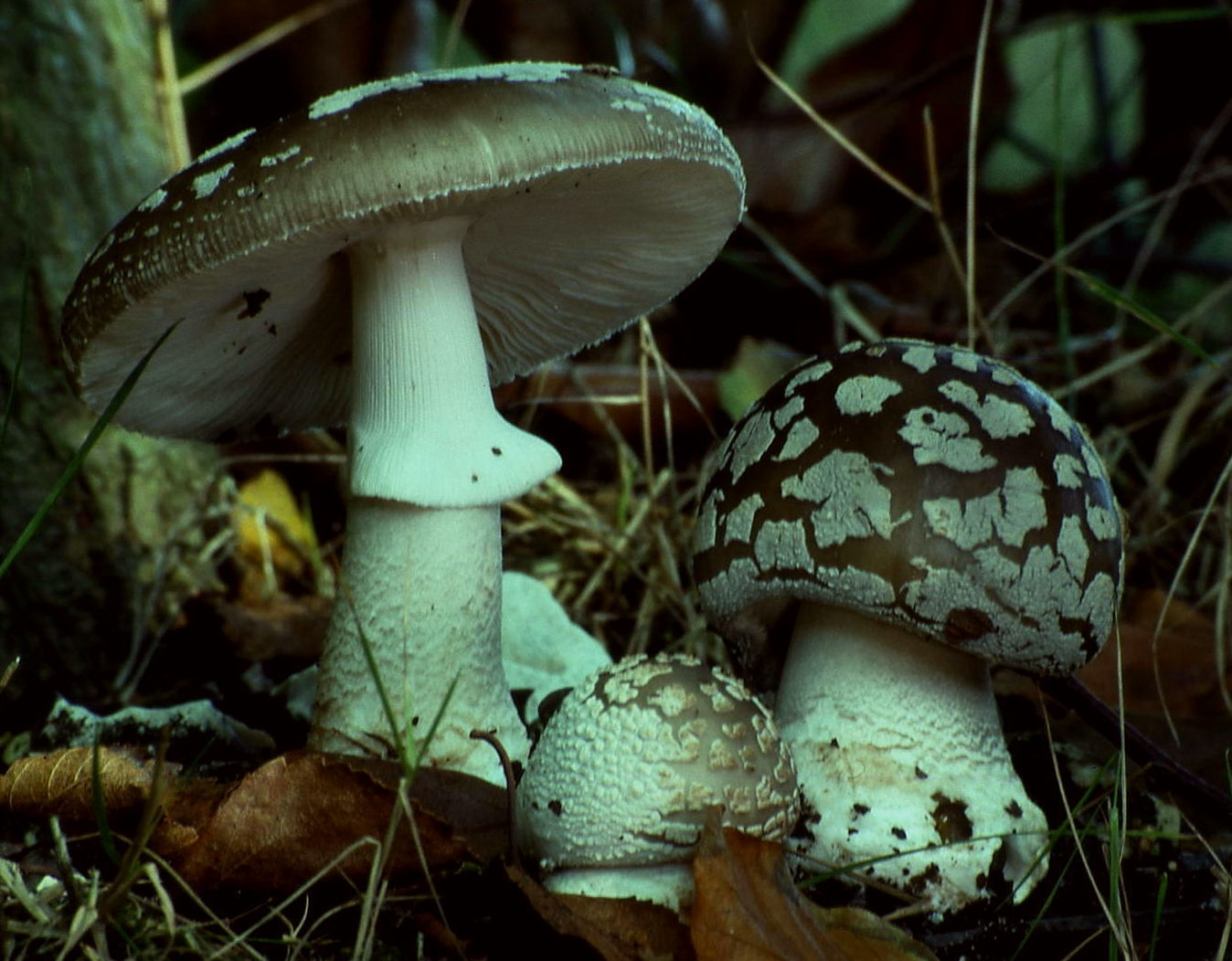
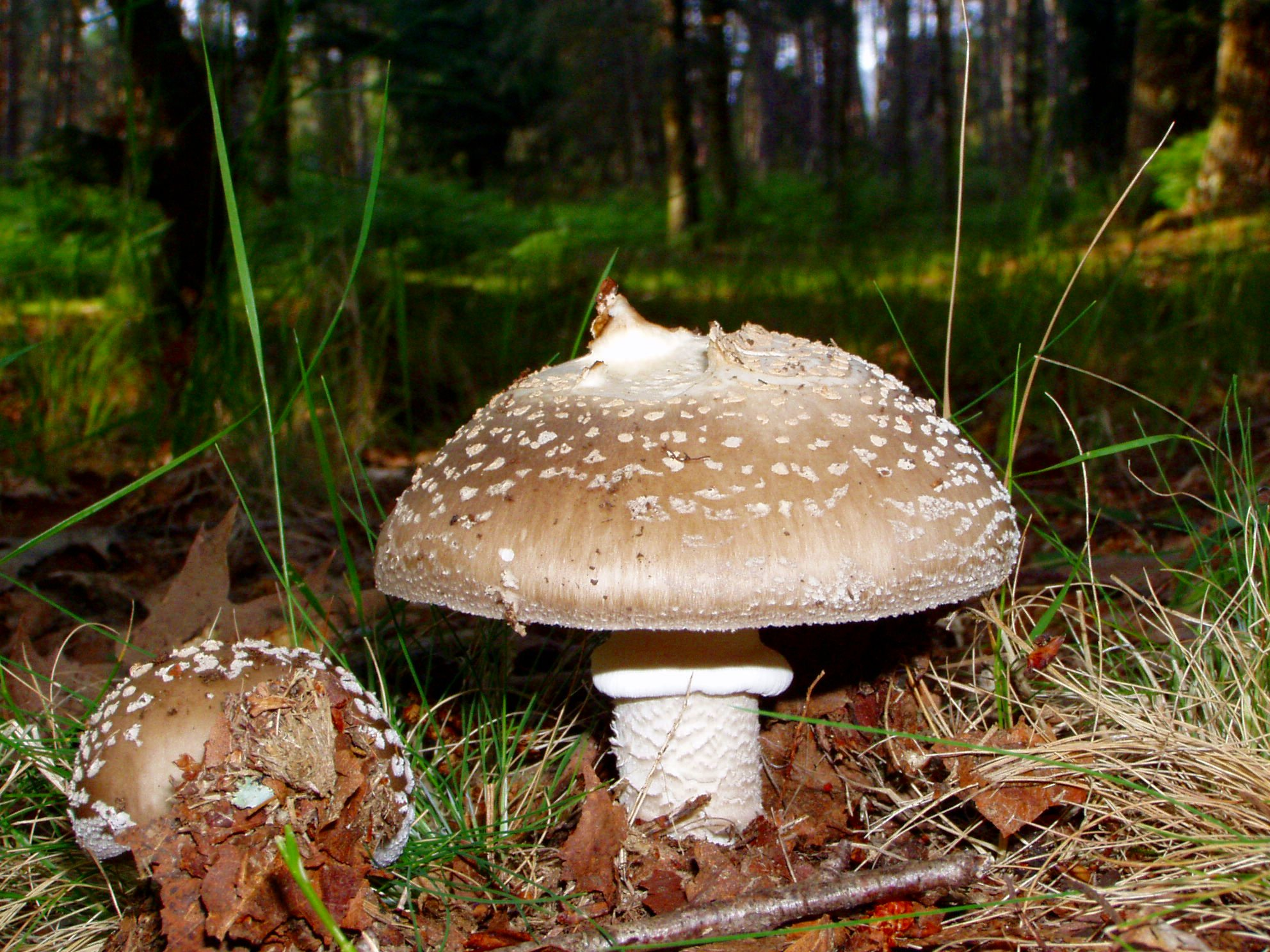
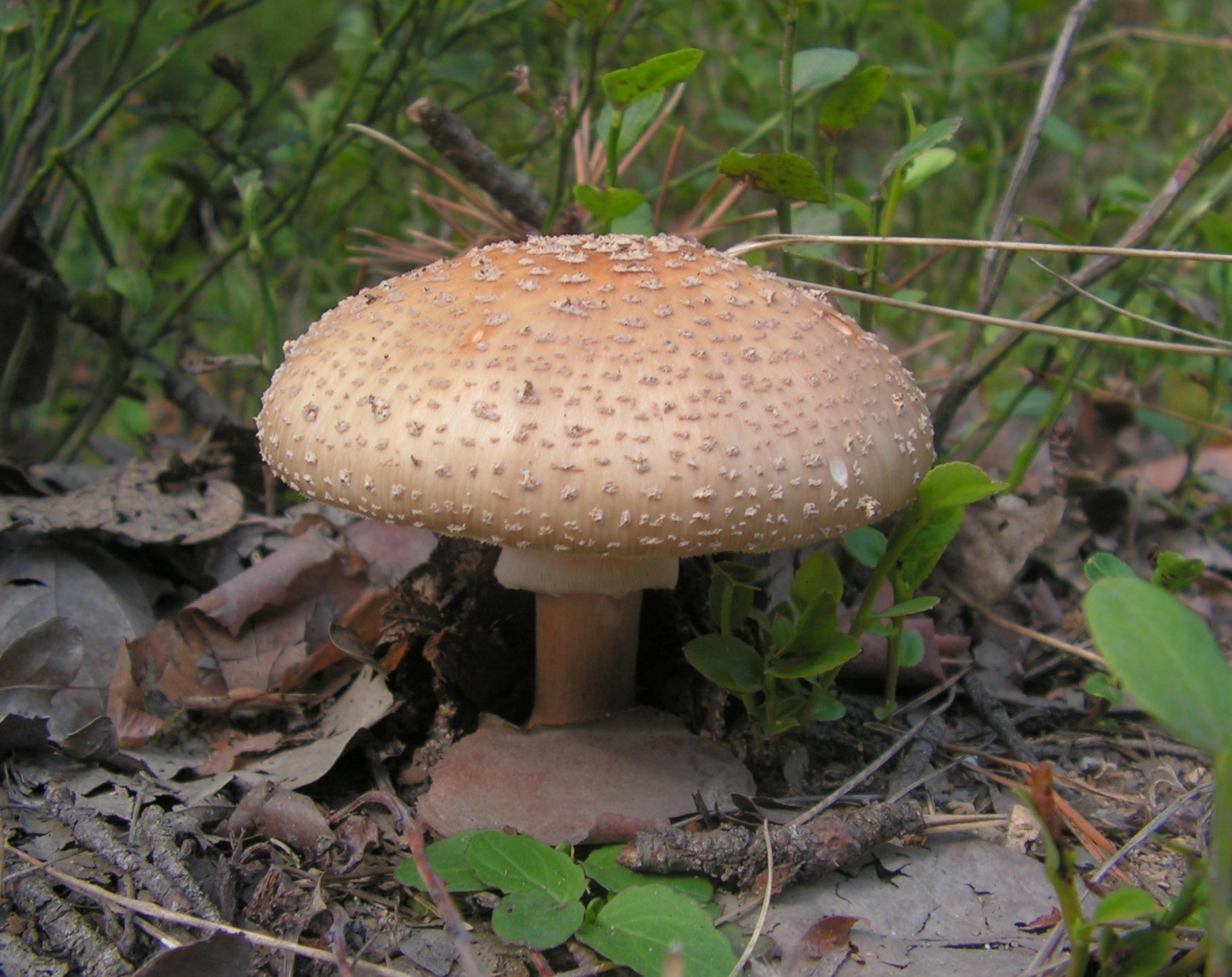
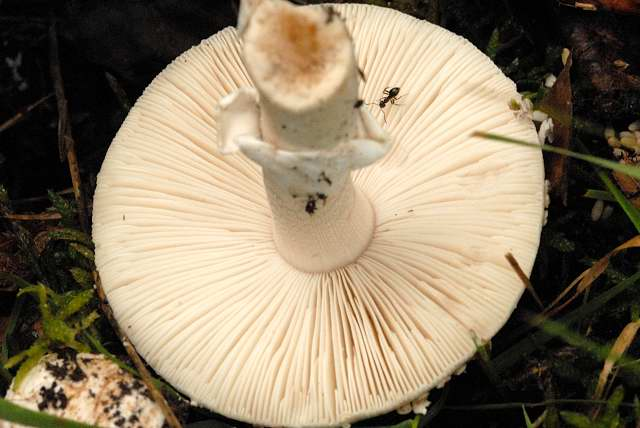